# Roy Hall
Pour les articles homonymes, voir Hall.
Roy Hall (de son vrai nom James Faye Hall) est un chanteur et pianiste de rockabilly et de musique country américain (7 mai 1922, Wise, Virginie - 2 mars 1984, Nashville, Tennessee). Il est connu pour avoir composé le classique du rock 'n' roll Whole Lotta Shakin' Goin' On, popularisé par Jerry Lee Lewis.

## Biographie
Roy Hall a grandi à Big Stone Gap où il a appris le piano auprès du bluesman Smith Carson. Il fonde les Cohutta Mountain Boys en 1943 avec qui il enregistre quatre singles pour le label Fortune Records en 1949, dont Dirty Boogie. En 1950 il accompagne au piano les chanteurs country Skeeter Davis, Marty Robbins, Hawkshaw Martin ou Webb Pierce et se produit régulièrement au Grand Ole Opry. Il ouvre ensuite une boîte de nuit à Nashville, le Musician's Hideaway. En 1954, il renvoie le jeune Elvis Presley après un seul soir, le jugeant « complètement nul ». C'est à cette époque qu'il compose, avec Dave Curly Williams, la chanson Whole Lotta Shakin' Going Home, sous le pseudonyme de Sonny David. Tout d'abord enregistrée par Big Maybelle en 1955, Hall 
sort le morceau chez Decca Records la même année. Il sera ensuite repris en 1957 par Jerry Lee Lewis, qui s'était produit quelques semaines dans le club de Roy Hall en 1954 (ce sera son premier tube).
Jusqu'en 1956, il grave quelques disques chez Decca, notamment See You Later, Alligator, Blue Suede Shoes et Diggin' The Boogie. Il travaille ensuite pour Pierce, Hi Q, et pour Sun Records en 1958. Il rachète les disques Judd où il chante du gospel, remerciant Dieu de l'avoir éloigné de la bouteille. En 1980, il enregistre l'album Rockabilly Or Else. Peu de temps avant de mourir, à l'âge de 61 ans, il se produit pour des croisières du troisième âge.